# GPC Group
GPC (GPC Group) – pierwotnie komitet Graphics Performance Characterization w ramach NCGA (National Computer Graphics Association), obecnie GPC Group, jest częścią Standard Performance Evaluation Corporation (SPEC) i nadzoruje następujące benchmarki testujące wydajność grafiki: APC (aplikacje), MBC (multimedia), OPC (OpenGL), PLB (modelowanie graficzne) i XPC (X Window System).